# Dan Martina Luthera Kinga Jr.
Dan Martina Luthera Kinga Jr. (engl. Martin Luther King Jr. Day; službeno Birthday of Martin Luther King, Jr.) američki je federalni praznik kojim se obilježava rođenje Martina Luthera Kinga Jr. Obilježava se trećeg ponedjeljka u siječnju svake godine. King je rođen 15. siječnja 1929. godine. Najraniji ponedjeljak na koji se obilježava ovaj praznik jest 15., a najkasniji 21. siječnja.
Martin Luther King Jr. bio je vođa nenasilnog aktivizma tijekom Pokreta za ljudska prava u Sjedinjenim Američkim državama. Pokret je uspješno protestirao protiv rasne diskriminacije u federalnom i državnom zakonu. King je primio Nobelovu nagradu za mir 1964. godine. Kampanja za osnivanje federalnog praznika u čast Martina Luthera Kinga započela je ubrzo nakon njegovog atentata 1968. godine. Ronald Reagan potpisao je zakon o osnivanju praznika 1983. godine, a prvi je puta obilježen tri godine kasnije. Isprva su neke savezne države suzdržavale se od obilježavanja praznika, spajajući ga s drugim praznicima ili mijenjajući mu ime. Prvi je puta službeno obilježen u svih 50 saveznih država 2000. godine.

## Povijest
Ideju Dana Martina Luthera Kinga Jr. zastupali su sindikati tijekom pregovora. Nakon Kingove smrti, američki zastupnik John Conyers i senator Edward Brooke predstavili su Kongresu prijedlog zakona kojim bi Kingov rođendan postao nacionalni praznik. O prijedloge prvi se puta glasalo 1979. godine, ali nedostajalo je pet glasova za njegovo prihvaćanje. Dva glavna argumenta protivnika bila su da bi plaćeni praznik za federalne zaposlenike bio preskup i da bi se praznik u čast privatnog građana protivio dugotrajnoj tradiciji. Samo dvije druge osobe imaju nacionalne praznike u SAD-u u njihovu čast: George Washington i Kristofor Kolumbo.
King Center ubrzo je zatražio podršku korporativne zajednice i opće javnosti. Ova strategija pokazala se uspješnom kada je glazbenik Stevie Wonder 1980. godine izdao singl "Happy Birthday" s ciljem popularizacije kampanje i 1981. godine održao novinarsku konferenciju "Rally for Peace". Peticija za osnivanje praznika prikupila je šest milijuna potpisa.
Senatori Jesse Helms i John Porter East bili su glavni protivnici ovom prazniku i propitivali su je li King dovoljno važan za osnivanje praznika. Helms je kritizirao Kingovo protivljenje Vijetnamskom ratu i okrivljavao ga za marksizam. Helms je vodio filibaster protiv prijedloga zakona i 3. listopada 1983. Senatu je podnio dokument od 300 stranica u kojem je navodio da je King imao veze s komunistima. Senator Daniel Patrick Moynihan proglasio je dokument "paketom smeća", bacio ga na pod Senata i gazio ga.
Ronald Reagan isprva se protivio prazniku, navodeći brigu o trošku. Dana 2. studenoga 1983. Reagan je potpisao prijedlog zakona o osnivanju praznika kojeg je predložila zastupnica Katie Hall. Prijedlog je prihvaćen u Senatu sa 78 glasova za i 22 protiv. Zastupnički dom prihvatio je prijedlog s 338 glasova za i 90 protiv. Praznik je prvi puta obilježen 20. siječnja 1986.
Zakon je osnovao i Komisiju za federalni praznik Martina Luthera Kinga Jr. koja će nadgledati obilježavanje praznika. George H. W. Bush postavio je Corettu Scott King, Kingovu suprugu, za doživotnu članicu komisije u svibnju 1989.